# Шоколад (фильм, 2000)
«Шокола́д» (фр. Chocolat) — романтическая драма 2000 года, снятая Лассе Халльстрёмом по одноимённому роману английской писательницы Джоанн Харрис 1999 года. Фильм адаптирован сценаристом Робертом Нельсоном Джейкобсом. В нём рассказывается история Вианн Роше (Жюльет Бинош), которая приезжает в вымышленную французскую деревню Ланскне-су-Танн в начале Великого поста вместе со своей шестилетней дочерью Анук. Она открывает небольшую шоколадную лавку. Вскоре она и её шоколад оказывают разнообразное и интересное влияние на жизнь жителей этой репрессированной французской общины.
Фильм вышел в ограниченный прокат в США 22 декабря 2000 года, а в широкий прокат — 5 января 2001 года. Критики положительно отозвались о драме, отметив актёрскую игру, сценарий и музыку Рэйчел Портман. Фильм получил 5 номинаций на 73-й церемонии вручения премии «Оскар», включая премию «Лучший фильм». Бинош получила премию Европейской киноакадемии за лучшую женскую роль, а Джуди Денч — премию Гильдии киноактёров США в 2001 году.
Фильм «Шоколад» принёс Бинош и Денч несколько номинаций на премии «Лучшая женская роль» и «Лучшая женская роль второго плана» соответственно на различных церемониях награждения, включая «Оскар», премию Британской академии кино, премию «Золотой глобус» и премию Гильдии киноактёров США. Денч получила премию Гильдии киноактёров США за лучшую женскую роль второго плана.

## Сюжет
Действие происходит на рубеже 1950-х — 1960-х. Маленький французский городок живёт спокойной, размеренной жизнью. Большой властью и моральным авторитетом обладает мэр города граф Поль де Рейно. Однажды в городе появляется молодая женщина Виенн Роше с дочерью Анук. Виенн арендует у пожилой Арманды Вуазен бывшую закусочную и открывает там маленькую кондитерскую (chocolaterie). Граф с презрением относится к Виенн: она не посещает церковь, дочь её рождена вне брака. К тому же Виенн открыла свою лавку накануне Великого поста. Граф настраивает горожан против неё.
Виенн старается наладить отношения с жителями города. Она помогает Арманде, у которой не сложились отношения с дочерью Каролин, тайком видеться с внуком, принимает участие в жизни старого одинокого Гийома Блеро, поселяет у себя Жозефину, сбежавшую от мужа-садиста. Когда в окрестностях города, на берегу реки останавливаются кочующие цыгане, Виенн единственная не поддерживает бойкот, организованный против них графом. Там она знакомится с Ру.
Однако положение Виенн в городке становится всё труднее, и Арманда предлагает устроить праздник в честь своего 70-летия. За обедом постепенно неприязнь и настороженность друг к другу у гостей исчезает, и общее веселье продолжается уже на берегу реки, среди цыган. Но Серж, брошенный муж Жозефины, желая отомстить и жене и её подруге, устраивает поджог на месте привала кочевников. Человеческих жертв удаётся избежать, однако граф, возмущённый жестокостью Сержа, изгоняет его из города. Ру тоже уезжает. Арманда в этот же вечер умирает от обострения диабета, которым давно страдала. Виенн, чувствуя свою вину за пожар и смерть Арманды, хочет покинуть город. Тут выясняется, что её усилия не пропали даром: среди жителей города у неё появились новые друзья. Горожане все вместе весело празднуют Пасху, и среди них и граф Рейно, и отец Анри. Вскоре в городок возвращается Ру.

## В ролях
| Актёр                 | Роль                           |
| --------------------- | ------------------------------ |
| Жюльет Бинош          | Виенн Роше                     |
| Джонни Депп           | Ру                             |
| Джуди Денч            | Арманда Вуазен                 |
| Альфред Молина        | граф де Рейно                  |
| Лена Олин             | Джозефина                      |
| Петер Стормаре        | Серж Мюскат, муж Жозефины      |
| Керри-Энн Мосс        | Каролин Клермо                 |
| Джон Вуд              | Гийом Блеро                    |
| Виктория Тивисоль     | Анук, дочь Виенн               |
| Хью О’Конор           | отец Анри                      |
| Лесли Карон           | мадам Адель                    |
| Мишель Глейзер        | мадам Риве, экономка графа     |
| Орельен Паран Кёниг   | Люк, сын Каролин, внук Арманды |
| Элен Кардона          | Фаффи Дру                      |
| Антонио Хиль-Мартинес | Жан-Марк Дру, муж Фаффи        |
| Элизабет Коммелен     | Иветт Марсо                    |
| Рон Кук               | Альфонс Марсо, муж Иветт       |

## Производство
Основным местом съёмок фильма стал бургундский городок Флавиньи-сюр-Озрен, а сцены у реки были сняты в перигорском Бейнаке на улице rue De L’ancienne Poste (река Дордонь). Съёмки картины проходили со 2 мая по 6 августа 2000 года.

## Саундтрек
Саундтрек номинирован на «Оскар», «Золотой глобус» за лучшую музыку к фильму и «Грэмми».
Все композиции, кроме указанных особо, написаны Рэйчел Портман.
1. «Minor Swing» (Джанго Рейнхардт и Стефан Граппелли) — 2:13
2. «Main Titles» — 3:07
3. «The Story of Grandmere» — 4:08
4. «Vianne Sets Up Shop» — 1:57
5. «Three Women» — 1:01
6. «Vianne Confronts the Comte» — 1:21
7. «Other Possibilities» — 1:34
8. «Guillaume’s Confession» — 1:29
9. «Passage of Time» — 2:32
10. «Boycott Immorality» — 4:38
11. «Party Preparations» — 1:28
12. «Chocolate Sauce» — 0:48
13. «Fire» — 2:37
14. «Vianne Gazes at the River» — 1:06
15. «Mayan Bowl Breaks» — 2:14
16. «Taste of Chocolate» — 3:08
17. «Ashes to the Wind / Roux Returns» — 2:18
18. «Caravan» (Дюк Эллингтон / Хуан Тизол) — 3:43

## Награды и номинации
Полный список премий и номинаций можно увидеть на сайте IMDB.
- 2001 — участие в конкурсной программе Берлинского кинофестиваля.
- 2001 — 5 номинаций на премию «Оскар»: лучший фильм (Дэвид Браун, Кит Голден, Лесли Холлеран), лучшая женская роль (Жюльет Бинош), лучшая женская роль второго плана (Джуди Денч), лучший адаптированный сценарий (Роберт Нельсон Джейкобс), лучшая музыка к кинофильму (Рэйчел Портман).
- 2001 — 4 номинации на премию «Золотой глобус»: лучшая комедия или мюзикл, лучшая женская роль в комедии или мюзикле (Жюльет Бинош), лучшая женская роль второго плана (Джуди Денч), лучшая музыка к кинофильму (Рэйчел Портман).
- 2001 — 8 номинаций на премию BAFTA: лучший адаптированный сценарий (Роберт Нельсон Джейкобс), лучшая женская роль (Жюльет Бинош), лучшая женская роль второго плана (Джуди Денч и Лена Олин), лучшая операторская работа (Роджер Пратт), лучшая работа художника-постановщика (Дэвид Гропман), лучшая работа художника по костюмам (Рене Эрлих Кальфус), лучший грим и причёски (Наоми Донни).
- 2001 — премия Гильдии киноактёров США за лучшую женскую роль второго плана (Джуди Денч), а также две номинации: лучшая женская роль (Жюльет Бинош), лучший актёрский ансамбль.
- 2001 — приз зрительских симпатий в категории «Лучшая европейская актриса» (Жюльет Бинош) в рамках премии Европейской киноакадемии.
- 2001 — номинация на премию «Давид ди Донателло» за лучший иностранный фильм.
- 2001 — номинация на премию «Спутник» за лучшую женскую роль второго плана в драме (Джуди Денч).
- 2001 — номинация на премию Гильдии сценаристов США за лучший адаптированный сценарий (Роберт Нельсон Джейкобс).
- 2002 — номинация на премию Японской киноакадемии за лучший иностранный фильм.
- 2002 — номинация на премию «Гойя» за лучший европейский фильм.
- 2002 — номинация на премию «Грэмми» за лучший альбом с саундтреком к кинофильму или телефильму (Рэйчел Портман).